# FA Charity Shield 1963
zLo FA Charity Shield 1963, noto in italiano anche come Supercoppa d'Inghilterra 1963, è stata la 41ª edizione della Supercoppa d'Inghilterra.
Si è svolto il 17 agosto 1963 al Goodison Park di Liverpool tra l'Everton, vincitore della First Division 1962-1963, e il Manchester United, vincitore della FA Cup 1962-1963.
A conquistare il titolo è stato l'Everton che ha vinto per 4-0 con reti di Jimmy Gabriel, Dennis Stevens, Roy Vernon (su rigore) e Derek Temple.

## Partecipanti
| Squadre        | Qualificazione                           | Partecipazioni precedenti (il grassetto indica la vittoria) |
| -------------- | ---------------------------------------- | ----------------------------------------------------------- |
| Everton        | Vincitore della First Division 1962-1963 | 3 (1928, 1932, 1933)                                        |
| Manchester Utd | Vincitore della FA Cup 1962-1963         | 6 (1908, 1911, 1948, 1952, 1956, 1957)                      |

## Tabellino
| Liverpool 17 agosto 1963, ore 15:00 BST                                | Everton   | 4 – 0 referto | Manchester Utd | Goodison Park (54.844 spett.) |
| \| \| \| \| \| Gabriel Stevens Vernon (rig.) Temple \| Marcatori \| \| |           |               |                |                               |
|                                                                        |           |               |                |                               |
| Gabriel Stevens Vernon (rig.) Temple                                   | Marcatori |               |                |                               |

| Everton | Manchester United |

### Formazioni
| Everton:        |    |                 |
|                 |    |                 |
| P               | 1  | Gordon West     |
| D               | 2  | Alex Parker     |
| D               | 5  | Brian Labone    |
| D               | 3  | Mick Meagan     |
| C               | 4  | Jimmy Gabriel   |
| C               | 6  | Tony Kay        |
| C               | 7  | Alexander Scott |
| C               | 8  | Dennis Stevens  |
| C               | 11 | Derek Temple    |
| A               | 9  | Alex Young      |
| A               | 10 | Roy Vernon      |
| Allenatore:     |    |                 |
| Harry Catterick |    |                 |

| Manchester Utd: |    |                   |
|                 |    |                   |
| P               | 1  | David Gaskell     |
| D               | 2  | Tony Dunne        |
| D               | 5  | Bill Foulkes      |
| D               | 3  | Noel Cantwell (c) |
| C               | 4  | Pat Crerand       |
| C               | 6  | Maurice Setters   |
| C               | 7  | Johnny Giles      |
| C               | 8  | Albert Quixall    |
| C               | 11 | Bobby Charlton    |
| A               | 9  | David Herd        |
| A               | 10 | Denis Law         |
| Allenatore:     |    |                   |
| Matt Busby      |    |                   |